# Ben Kingsley

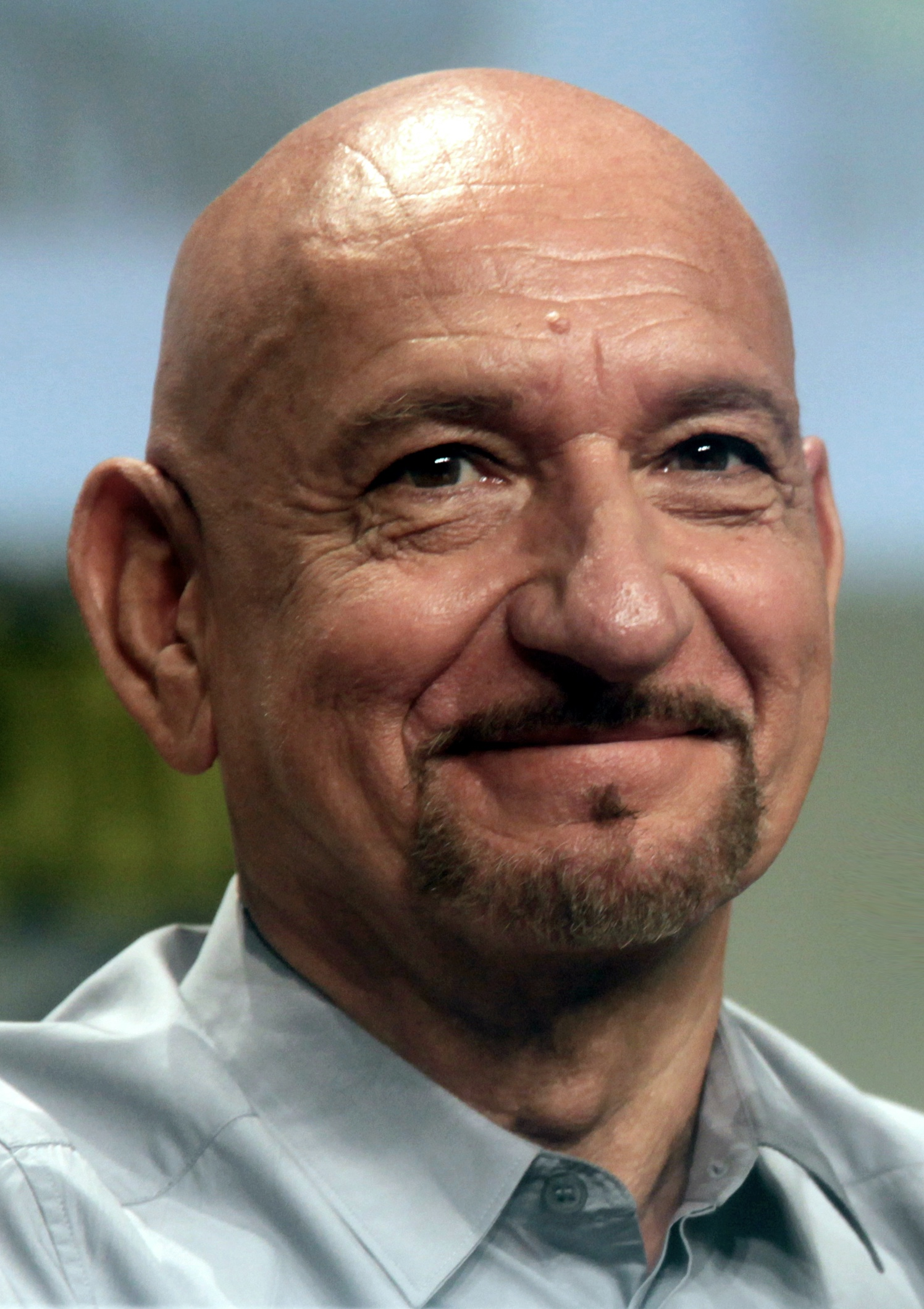
Ben Kingsley, 2014

Sir Ben Kingsley CBE (* 31. Dezember 1943 in Scarborough, Yorkshire, England; eigentlich Krishna Pandit Bhanji) ist ein vielfach ausgezeichneter britischer Film- und Theaterschauspieler indischer Abstammung. Weltbekannt wurde er durch seine Titelrolle als Mahatma Gandhi in Richard Attenboroughs Filmepos Gandhi aus dem Jahr 1982, für die er mit dem Oscar als Bester Hauptdarsteller sowie u. a. einem Golden Globe und einem BAFTA ausgezeichnet wurde.
Zu seinen weiteren bekannten Rolle zählen die Darbietung als Oskar Schindlers Sekretär Itzhak Stern in Steven Spielbergs Historiendrama Schindlers Liste aus dem Jahr 1993 sowie als psychopathischer Gangster Don Logan in Jonathan Glazers Krimi Sexy Beast aus dem Jahr 2000.

## Leben

### Kindheit und Familie
Kingsley wuchs als Krishna Pandit Bhanji in Pendlebury bei Manchester auf. Sein Großvater väterlicherseits wurde im Alter von neun Jahren Waise, dann von einem reichen Gewürzhändler in Sansibar adoptiert, übernahm nach dessen Tod sein Geschäft und siedelte später nach Südafrika über. Kingsleys Vater, Rahimtulla Harji Bhanji, wurde 1914 in Kenia geboren und absolvierte ab 1927 seine Ausbildung in England. Nach dem Tod des Großvaters übernahm der Aga Khan als Oberhaupt der ismaelitisch-muslimischen Gemeinschaft die Kosten für die Ausbildung des Vaters, der sich später als Arzt in Manchester niederließ. Kingsleys Mutter, die Engländerin Anna Lyna Mary (geborene Goodman; 1914–2010), war Schauspielerin und Model.

### Jugend und Theaterkarriere
Kingsley folgte zunächst dem Berufswunsch seines Vaters als Chemielaborant, schloss sich jedoch gleichzeitig einer Laienspieltruppe an und entschied sich schließlich, den Beruf des Schauspielers zu ergreifen, nachdem er Ian Holm als Richard III. bei einer Aufführung der Royal Shakespeare Company gesehen hatte. Er studierte an der University of Salford und am Pendleton College und spielte in ersten Theaterproduktionen. Nach einem erfolglosen Vorsprechen nahm er mit neunzehn Jahren auf Anraten seines Vaters seinen Künstlernamen an, da er wegen seines indischen Namens eine mögliche Benachteiligung vermutete. Das darauf folgende Vorsprechen war erfolgreich.
Durch die Theaterrevue A Smashing Day wurde der Beatles-Manager Brian Epstein auf Kingsley aufmerksam. Dieser wollte aber weiterhin die Schauspielerei verfolgen. 1967 wurde er Mitglied der Royal Shakespeare Company und spielte unter anderem unter Peter Hall und Peter Brook.

### Film und Fernsehen

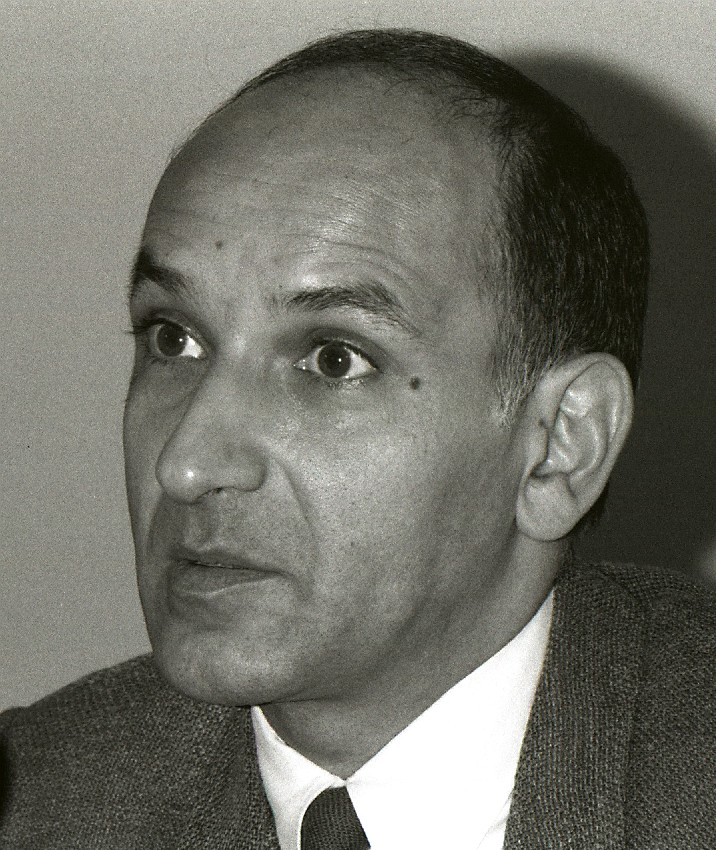
Ben Kingsley (1983)

1972 übernahm Kingsley in seinem ersten Film Angst ist der Schlüssel eine Nebenrolle. Die nächsten Jahre war er kontinuierlich in kleineren Rollen im Fernsehen zu sehen, für ein Jahr auch in der Seifenoper Coronation Street.
Der internationale Durchbruch gelang ihm 1982 mit der Titelrolle in Richard Attenboroughs Film Gandhi. Für seine darstellerische Leistung wurde er unter anderem mit dem British Academy Film Award und dem Oscar ausgezeichnet. Außerdem gewann er einen Grammy für seine Aufnahme von Gandhi-Reden. In der Dokumentation Ben Kingsley Talks About ‘Gandhi’ (2001) spricht er über die Schwierigkeiten dieser Rolle und die Hintergründe des Films.
Weitere bedeutende Rollen spielte er unter anderem in Steven Spielbergs Schindlers Liste und den Roman-Polański-Filmen Der Tod und das Mädchen und Oliver Twist.
Im Jahr 2010 spielte er unter anderem in Mike Newells Abenteuerfilm Prince of Persia: Der Sand der Zeit und in Martin Scorseses Psychothriller Shutter Island, neben Leonardo DiCaprio mit. 2011 folgte erneut unter Regie von Martin Scorsese der Film Hugo Cabret, in dem er an der Seite von Asa Butterfield den Filmpionier Georges Méliès verkörpert. 2013 folgten unter anderem Der Medicus und erneut an der Seite von Asa Butterfield der Science-Fiction-Film Ender’s Game – Das große Spiel.
2014 war Kingsley in der Bibelverfilmung Exodus: Götter und Könige und im dritten Teil der Nachts-im-Museum-Trilogie, Nachts im Museum: Das geheimnisvolle Grabmal zu sehen.
2019 übernahm er eine Hauptrolle in der Serie Perpetual Grace, LTD.
Seine deutschsprachige Standard-Synchronstimme war bis zu dessen Tod im Jahr 2019 Peter Matić.

## Privatleben
Am 3. August 2007 heiratete Kingsley in vierter Ehe die brasilianische Schauspielerin Daniela Lavender. Er hat vier Kinder, drei Söhne und eine Tochter. Sein Sohn Ferdinand Kingsley ist ebenfalls Schauspieler. Kingsley ist Quäker.

## Filmografie (Auswahl)
Film
- 1972: Angst ist der Schlüssel (Fear is the Key)
- 1982: Gandhi
- 1983: Betrug (Betrayal)
- 1985: Harem
- 1987: Maurice
- 1988: Die vergessene Insel (Pascali’s Island)
- 1988: Genie und Schnauze (Without a Clue)
- 1988: Zeugenaussage (Testimony)
- 1989: Recht, nicht Rache (Murderers Among Us: The Simon Wiesenthal Story)
- 1991: Bugsy
- 1992: Sneakers – Die Lautlosen (Sneakers)
- 1993: Dave
- 1993: Das Königsspiel – Ein Meister wird geboren (Searching for Bobby Fischer)
- 1993: Schindlers Liste (Schindler’s List)
- 1994: Der Tod und das Mädchen (Death and the Maiden)
- 1995: Species
- 1996: Was ihr wollt (Twelfth Night)
- 1997: The Assignment – Der Auftrag (The Assignment)
- 1997: Der Elfengarten (Photographing Fairies)
- 1999: The Confession – Das Geständnis (The Confession)
- 1999: Alice im Wunderland (Alice in Wonderland)
- 2000: Rules – Sekunden der Entscheidung (Rules of Engagement)
- 2000: Good Vibrations – Sex vom anderen Stern (What Planet Are You From?)
- 2000: Sexy Beast
- 2001: A.I. – Künstliche Intelligenz (Artificial Intelligence: AI, Stimme des Erzählers)
- 2002: Bis in alle Ewigkeit (Tuck Everlasting)
- 2003: Haus aus Sand und Nebel (House of Sand and Fog)
- 2004: Suspect Zero – Im Auge des Mörders (Suspect Zero)
- 2004: Thunderbirds
- 2005: Oliver Twist
- 2005: A Sound of Thunder
- 2005: BloodRayne
- 2006: Lucky Number Slevin
- 2007: Die letzte Legion (The Last Legion)
- 2007: You Kill Me
- 2008: The Wackness – Verrückt sein ist relativ (The Wackness)
- 2008: Elegy oder die Kunst zu lieben (Elegy)
- 2008: War Inc. – Sie bestellen Krieg: Wir liefern (War, Inc.)
- 2008: Der Love Guru (The Love Guru)
- 2008: Transsiberian
- 2008: 50 Dead Men Walking – Der Spitzel (Fifty Dead Men Walking)
- 2010: Shutter Island
- 2010: Prince of Persia: Der Sand der Zeit (Prince of Persia: The Sands of Time)
- 2011: Hugo Cabret (Hugo)
- 2012: Der Diktator (The Dictator)
- 2013: Iron Man 3
- 2013: Das Gesetz in meiner Hand (A Common Man)
- 2013: Ender’s Game – Das große Spiel (Ender’s Game)
- 2013: Der Medicus
- 2013: Unter Feinden – Walking with the Enemy (Walking with the Enemy)
- 2014: Marvel One-Shot: Der Mandarin (Marvel One-Shot: All Hail the King, Kurzfilm)
- 2014: Die Boxtrolls (The Boxtrolls, Stimme von Archibald Snatcher)
- 2014: Learning to Drive – Fahrstunden fürs Leben (Learning to Drive)
- 2014: Robot Overlords – Herrschaft der Maschinen (Robot Overlords)
- 2014: Exodus: Götter und Könige (Exodus: Gods and Kings)
- 2014: Nachts im Museum: Das geheimnisvolle Grabmal (Night at the Museum: Secret of the Tomb)
- 2014: Stonehearst Asylum – Diese Mauern wirst du nie verlassen (Stonehearst Asylum)
- 2015: Knight of Cups (Stimme des Erzählers)
- 2015: Life
- 2015: Selfless – Der Fremde in mir (Self/less)
- 2015: The Walk
- 2016: The Jungle Book (Stimme von Baghira)
- 2016: Collide
- 2017: War Machine
- 2017: Security
- 2017: Der Offizier: Liebe in Zeiten des Krieges (The Ottoman Lieutenant)
- 2017: An Ordinary Man
- 2017: Backstabbing for Beginners
- 2018: Operation Finale
- 2018: Intrigo – Tod eines Autors (Intrigo: Death of an Author)
- 2018: Nomis – Die Nacht des Jägers (Night Hunter)
- 2019: The Red Sea Diving Resort
- 2019: Spider in the Web
- 2021: Locked Down
- 2021: Shang-Chi and the Legend of the Ten Rings
- 2022: Dalíland
- 2023: Ich sehe was, was du nicht siehst (The Wonderful Story of Henry Sugar, Kurzfilm)
- 2023: Gift (Poison, Kurzfilm)
- 2023: A Great Place to Call Home (Jules)
- 2024: Wilhelm Tell (William Tell)
- 2024: The Killer’s Game
- 2025: The Thursday Murder Club

Fernsehen
- 1966: Pardon the Expression (Fernsehserie)
- 1966: Orlando (Fernsehserie)
- 1966–1967: Coronation Street (Fernsehserie)
- 1973: A Misfortune
- 1973: Play for Today: Hard Labour (Fernsehreihe)
- 1973: Gene Bradley in geheimer Mission (Fernsehserie)
- 1973: Full House (Fernsehserie)
- 1973: Wessex Tales (Miniserie)
- 1974: Antony and Cleopatra
- 1974: 2nd House (Fernsehserie)
- 1975: The Brotherhood
- 1976: Dickens of London
- 1977: The Velvet Glove (Fernsehserie)
- 1978: Thank You, Comrades
- 1979: Crown Court (Fernsehserie)
- 1979: BBC2 Playhouse (Fernsehserie)
- 1980: Vikings! (Fernsehserie)
- 1982: Kean
- 1982: The Merry Wives of Windsor
- 1984: Oxbridge Blues
- 1984: Die Dame mit den Kamelien (Camille)
- 1985: Silas Marner: The Weaver of Raveloe
- 1987: Das Geheimnis der Sahara (Il segreto del Sahara, Fernsehmehrteiler)
- 1988: Der Zug (Lenin: The Train; Quel treno per Pietrogrado; Un train pour Petrograd)
- 1991: The War That Never Ends
- 1995: Die Bibel – Josef (Joseph)
- 1995: Die Bibel – Moses (Moses)
- 1997: Im Sog der Gier (Weapons of Mass Distraction)
- 1998: The Tale of Sweeney Todd
- 1998: Schuld und Sühne (Crime and Punishment)
- 2001: Anne Frank (Anne Frank: The Whole Story)
- 2005: Mrs. Harris – Mord in besten Kreisen (Mrs. Harris)
- 2006: Die Sopranos (The Sopranos)
- 2015: Tut – Der größte Pharao aller Zeiten (Tut, Miniserie)

## Auszeichnungen
Kingsley wurde bereits mit dem Oscar, Grammy, BAFTA, zwei Golden Globes und dem Screen Actors Guild Award ausgezeichnet. Bei der Grammy-Verleihung 1985 erhielt er den Preis in der Kategorie Beste gesprochene oder Nicht-Musik-Aufnahme für The Words of Gandhi.
Seine Rolle als Meyer Lansky in Barry Levinsons Gangsterfilm Bugsy (1991) und seine Darstellung in der Thrillerkomödie Sexy Beast (2002) brachten ihm jeweils eine Nominierung für den Oscar als bester Nebendarsteller ein, für die Rolle Massoud Amir Behrani in Vadim Perelmans Haus aus Sand und Nebel (2003) wurde er als bester Hauptdarsteller nominiert. Seine Beteiligung an Uwe Bolls Trashfilm BloodRayne brachte Kingsley eine Nominierung für die Anti-Auszeichnung Goldene Himbeere ein.
2000 wurde er zum Commander of the Order of the British Empire ernannt und 2001 von Königin Elisabeth II. zum Ritter geschlagen. 2010 erhielt Kingsley einen Stern auf dem Hollywood Walk of Fame in Los Angeles. 2013 erhielt er bei den BAFTAs den Albert R. Broccoli Britannia Award for Worldwide Contribution to Filmed Entertainment.
Auszeichnungen Film
- 1982 Gandhi: BAFTA Award, Evening Standard British Film Award, Golden Globe, Kansas City Film Critics Circle Award, London Critics Circle Film Award, Los Angeles Film Critics Association Award, Preis des National Board of Review, New York Film Critics Circle Award, Oscar als bester Hauptdarsteller
- 1983 Betrug (Betrayal): Evening Standard British Film Award
- 1991 Bugsy: Golden-Globe-Nominierung, Oscar-Nominierung
- 1993 Schindlers Liste (Schindler’s List): British-Academy-Film-Award-Nominierung, Evening Standard British Film Award
- 2000 Sexy Beast: Boston Society of Film Critics Award, British Independent Film Award, Broadcast Film Critics Association Award, Chicago-Film-Critics-Association-Award-Nominierung, Dallas-Fort Worth Film Critics Association Award, Europäischer Filmpreis, Florida Film Critics Circle Award, Golden-Globe-Nominierung, Online-Film-Critics-Society-Award-Nominierung, Oscar-Nominierung, San Diego Film Critics Society Award, Satellite Award, Screen-Actors-Guild-Award-Nominierung, Southeastern Film Critics Association Award, Toronto Film Critics Association Award
- 2004 Haus aus Sand und Nebel (House of Sand and Fog): Broadcast-Film-Critics-Association-Award-Nominierung, Golden-Globe-Nominierung, Independent-Spirit-Award-Nominierung, Online-Film-Critics-Society-Award-Nominierung, Oscar-Nominierung, Phoenix Film Critics Society Award, Screen-Actors-Guild-Award-Nominierung
- 2007 BloodRayne: Goldene-Himbeere-Nominierung
- 2009 Der Love Guru (The Love Guru); War Inc. – Sie bestellen Krieg: Wir liefern; The Wackness – Verrückt sein ist relativ: Goldene-Himbeere-Nominierung
- 2010 Stern auf dem Hollywood Walk of Fame (6931 Hollywood Blvd.)
- 2013 Albert R. Broccoli Britannia Award for Worldwide Contribution to Filmed Entertainment
- 2022 Golden Icon Award am Zürich Film Festival[5]

Auszeichnungen Fernsehen
- 1984 Oxbridge Blues: CableACE-Award-Nominierung
- 1985 Silas Marner: The Weaver of Raveloe: BAFTA-Award-Nominierung
- 1989 Recht, nicht Rache (Murders Among Us: The Simon Wiesenthal Story): Emmy-Nominierung, Golden-Globe-Nominierung
- 1995 Die Bibel – Josef (Joseph): Emmy-Nominierung
- 1998 The Tale of Sweeney Todd: Screen-Actors-Guild-Award-Nominierung
- 2001 Anne Frank (Anne Frank: The Whole Story): AFI-TV-Award-Nominierung, Emmy-Nominierung, Golden-Globe-Nominierung, Satellite-Award-Nominierung, Screen Actors Guild Award
- 2005 Mrs. Harris: Emmy-Nominierung, Golden-Globe-Nominierung, Satellite-Award-Nominierung